# Сент Матјус (Кентаки)
Сент Матјус (енгл. St. Matthews) град је у америчкој савезној држави Кентаки.

## Демографија
По попису из 2010. године број становника је 17.472, што је 1.62 (10,2%) становника више него 2000. године.
| Група             | 2000.          | 2010.          |
| Белци             | 14.157 (89,3%) | 14.866 (85,1%) |
| Афроамериканци    | 785 (5,0%)     | 1.057 (6,0%)   |
| Азијати           | 416 (2,6%)     | 455 (2,6%)     |
| Хиспаноамериканци | 268 (1,7%)     | 770 (4,4%)     |
| Укупно            | 15.852         | 17.472         |